# El Mariachi
El Mariachi – amerykański film sensacyjny z 1992 roku. Reżyserem, scenarzystą, producentem, operatorem i jednym ze scenografów filmu jest Robert Rodriguez.
Serwis Rotten Tomatoes przyznał filmowi wynik 93%.

## Obsada
- Carlos Gallardo jako El Mariachi
- Consuelo Gómez jako Dominó
- Peter Marquardt jako Moco
- Reynold Martínez jako Azul
- Jaime de Hoyos jako Bigotón
- Ramiro Gómez jako Waiter
- Jesús López Viejo jako Clerk
- Luis Baro jako pomocnik Dominó
- Óscar Fabila jako chłopiec

## Fabuła
Do miasteczka w Meksyku przyjeżdża muzyk El Mariachi. Jego jedynym bagażem jest gitara. W mieście zjawia się też niebezpieczny gangster, który wszczyna wojnę narkotykową. El Mariachi zostaje wciągnięty w mafijne porachunki.